# میستراتو
میستراتو (انگلیسی: Mistrató) نام شهری در کشور کلمبیا است.